# Église Saint-Front de Bruc
Pour les articles homonymes, voir Église Saint-Front.
L'église Saint-Front de Bruc est une église romane et gothique située à Grignols, dans le département français de la Dordogne, en région Nouvelle-Aquitaine.
Elle fait l'objet d'une protection au titre des monuments historiques.

## Généralités
L'église Saint-Front est située au lieu-dit Bruc, dans le département français de la Dordogne, dans la partie orientale du Landais, au nord-est du bourg de Grignols, en rive droite du Vern.
Elle est placée sous le patronage de saint Front, légendaire évangélisateur du Périgord.

## Histoire et architecture
Au XIVe siècle, Bruc était l'une des dix paroisses  dépendant de la châtellenie de Grignols et en dépendait toujours aux XVIIe et XVIIIe siècles.
L'église Saint-Front, de style gothique, est bâtie au XVe siècle, avec cependant un clocher carré de style roman.
Comme pour nombre d'églises catholiques, l'édifice est orienté est-ouest. Le clocher surplombe le portail de la façade occidentale, le chœur est moins élevé que le reste de l'édifice ; son chevet est plat. Les clés de voûte sont sculptées.
L'église est inscrite au titre des monuments historiques le 12 octobre 1948.

## Mobilier
Parmi les objets que recèle l'église figure un tabernacle du XVIIIe siècle en bois sculpté, classé le 8 janvier 1975 au titre des monuments historiques.

## Galerie de photos

Église de Bruc
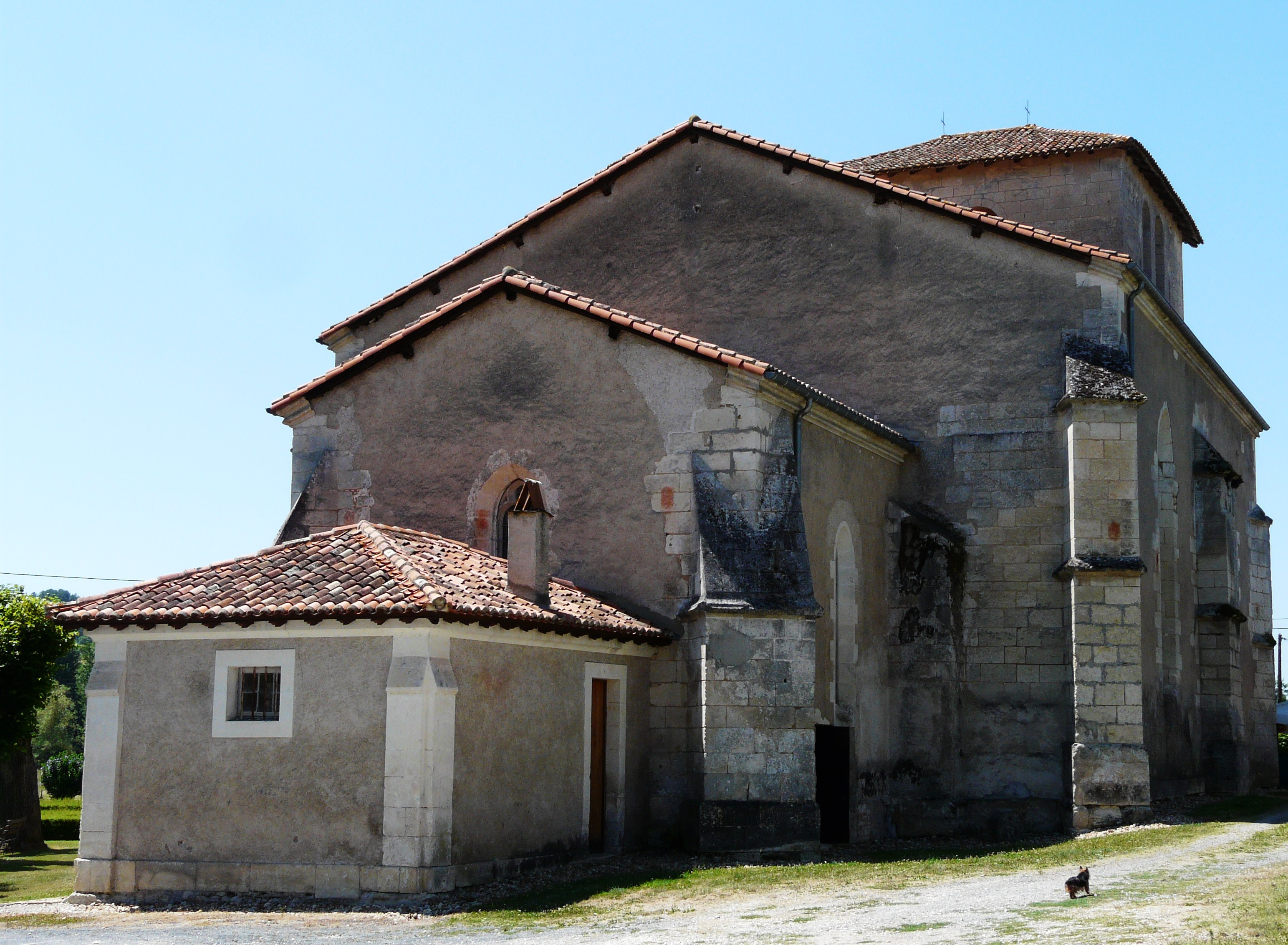
Le chevet.
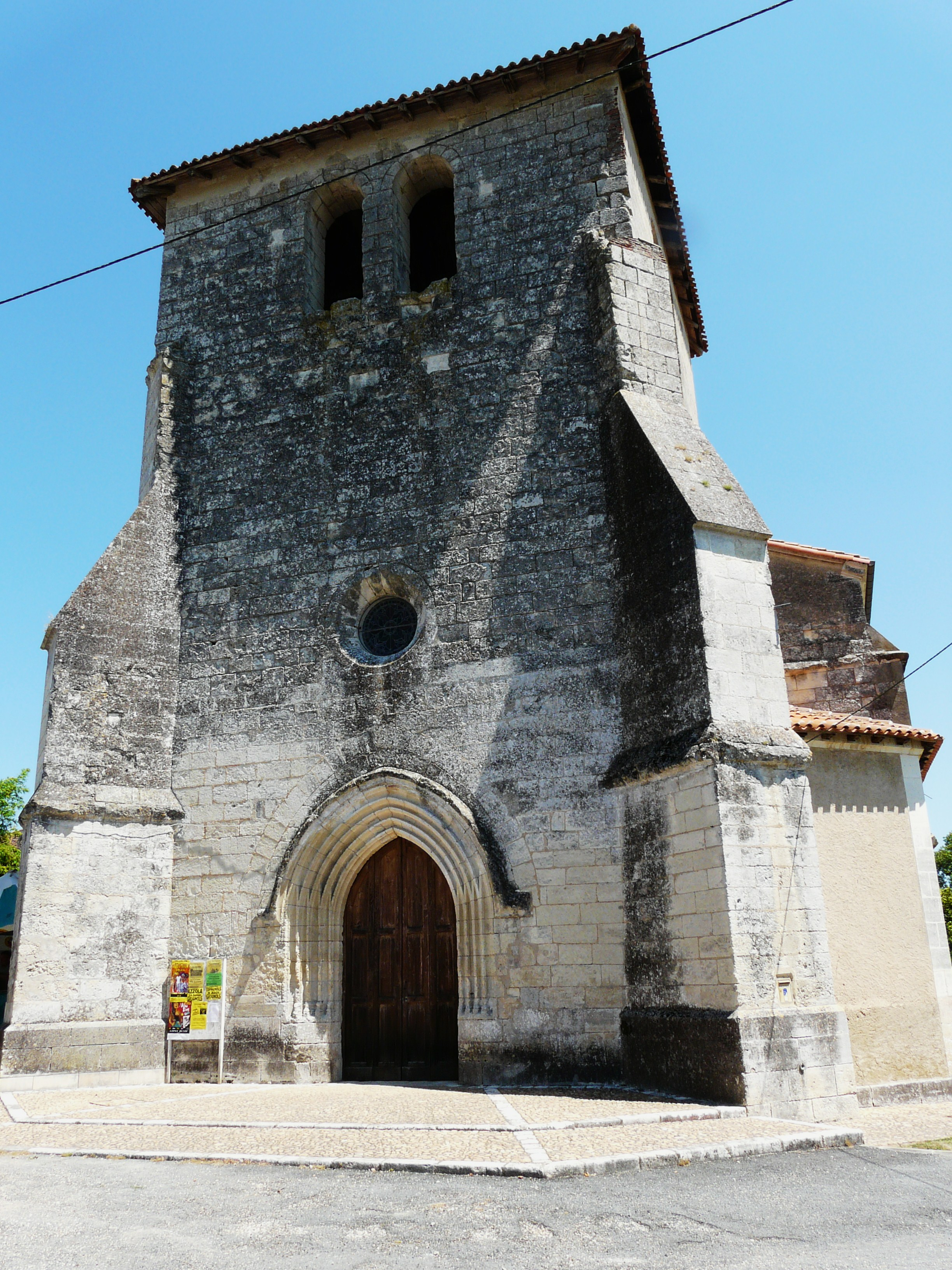
La façade occidentale.
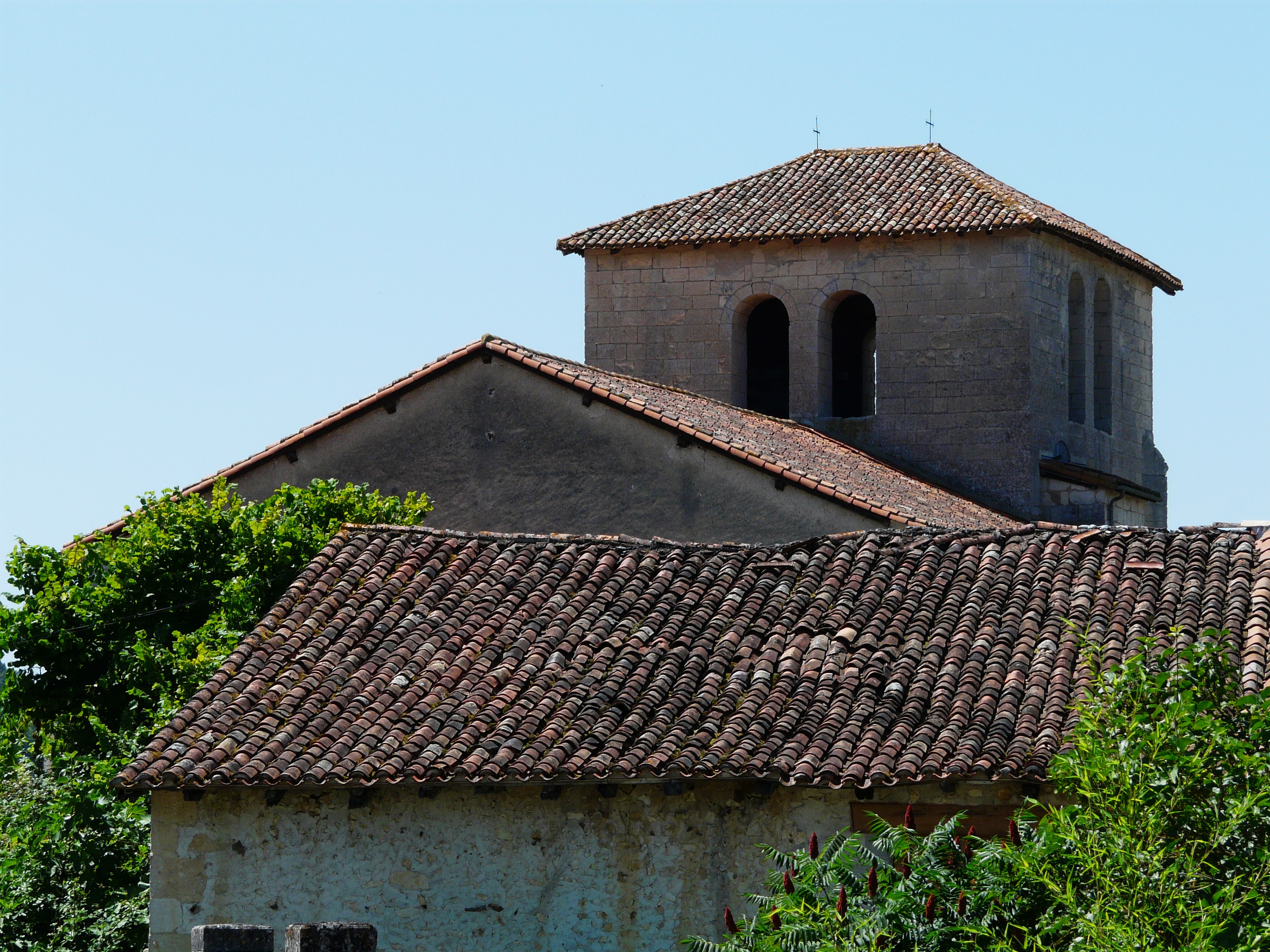
Le clocher carré, roman.